# Nils Peter Bergström
Nils Peter Bergström, född 15 oktober 1735 i Torneå, död 3 januari 1801 i Luleå, var en svensk borgmästare.
Nils Peter Bergström var son till Nils Bergström, som var landskamrerare i Västerbottens län och grundare av Nasafjälls nya silververk och brukshyttan i Adolfsström. Efter juridiska studier vid Uppsala universitet 1750–1755 blev Nils Peter Bergström kammarskrivare i Kammarkollegium i juni 1755 och vice auditör vid Västerbottens regemente 1757 samt fick ordinarie tjänst som ordinarie auditör 1760. År 1770 blev han borgmästare i Luleå stad.
Han var gift med Sara Maria Eurenius, som var änka efter regementsfältskären Johan Jacob Lange och dotter till rektor Jacob Eurenius i Piteå.